# Guido de Montefeltro

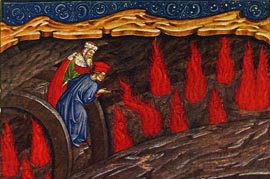
Dante y Virgilio con Guido de Montefeltro.
Anónimo lombardo

Guido I de Montefeltro, llamado también Il Vecchio (el viejo) (San Leo, 1223 – Ancona, 29 de septiembre de 1298), fue un condotiero, político y religioso italiano, señor del condado de Montefeltro, gibelino, se distinguió por las empresas militares que condujo en Romaña.

## Biografía
Nació en la primera mitad del siglo XIII y, aunque en los primeros años fuese una persona enfermiza, o por lo menos débil, dio en la vejez pruebas de fuerza y resistencia. A la edad de 26 años ya se había hecho líder de varias formaciones de gibelinos de Faenza y Forlì.
En el 1263 Guido recibió el título de conde de Ghiaggiolo, que más tarde le permitirá obtener el derecho de ciudadanía forlinesa. Se casó con Manentessa di Guido, quien le dio cinco hijos: (1259 aprox.-1289), Federico (que transmitió el propio nombre y la sucesión a los Montefeltro), Ugolino, Leccio (?-1289) y Corrado. 
Cuando la ciudad güelfa de Florencia echó a los gibelinos, confiscó sus bienes, que fueron divididos entre los vencedores. Después de 1267 los exiliados, con el líder Selvatico di Dovadola, marcharon contra la parte adversa que había liderado Guido. Cuando los dos ejércitos se encontraron uno frente al otro, el miedo invadió a los asaltantes, que escaparon antes de comenzar la batalla. Con suerte parecido Guido tomó Senigallia. Por los méritos ganados sobre el campo de batalla, en 1268 fue nombrado diputado-senador de Roma.
El más acérrimo enemigo de Guido en Romaña fue Malatesta da Verucchio (1212-1312), padre de la casa malatestina de Rímini y exponente de la parte güelfa. El primer choque entre los dos fue en 1271. Guido quiso terminar con el asedio que Malatesta estaba infringiendo a Rímini, pero fue capturado y hecho prisionero el 22 de junio.
En el 1275 Guido fue protagonista de otro choque entre güelfos y gibelinos: la conocida batalla de San Procolo. Después de un intento, fallido, de la güelfa Bolonia de atacar a la gibelina Forlì, los gibelinos, bajo el liderazgo de Guido, de Maghinardo Pagani y de Teodorico degli Ordelaffi, atacaron a la misma Bolonia: los güelfos fueron derrotados en el río Senio, en el puente de San Procolo. Tanto fue así que los boloñeses perdieron el carracio, carro estandarte de gran valor simbólico, llevado por Guido como trofeo a Forlì junto al Gonfalone. El carracio fue después conservado en la sala del Consejo, mientras que el asta del Gonfalone fue expuesta y después conservada en la iglesia de San Giacomo dei Domenicani. En el verano del mismo año Guido conquistó Cervia sacando a Bolonia la fuente primaria de sal. Después derrotó por primera vez a Malatesta da Verucchio en Roversano (5 km al sur de la ciudad), echando así a los Malatesta de Cesena (septiembre). Por los méritos ganados sobre el campo de batalla, Guido fue elevado al honor de Capitano del popolo de Forlì y Faenza. Se transformó así en el líder de los gibelinos de toda la Romaña.
En el 1275 Guido da Polenta tomó la señoría de Ravenna. Da Polenta era una familia güelfa. Guido retenía que los Da Polenta habrían podido expandirse; la primera ciudad en ser atacada habría sido Faenza. En mayo del 1277 reunió a sus tropas y asedió Bagnacavallo, pueblo situado a mitad camino entre las dos ciudades. El asedió siguió por varias semanas, por lo que fue necesario construir un campamento base bien fornido. Guido hizo construir una bastida fortificada y la llamó Cotignola. En el futuro la bastida pasó a ser un pueblo habitado. 
La empresa más famosa es la batalla de Forlì, recordada también por Dante, que de Forli dice: «La tierra que sostuvo ya la larga prueba / y de Franceses hizo un montón sangriento» (Infierno, XVII, 43-44). Fue la victoria, momentánea, en 1282, sobre el ejército de los franceses liderado por Giovanni di Appia que el papa Martín IV había enviado contra la ciudad de Forlì, cuartel de los gibelinos. En la circunstancia, Guido tuvo también la ayuda del astrónomo, en ese entonces conocidísimo, Guido Bonatti. La ciudad ya había ya sido asediada el año anterior. Guido, fingiendo la rendición de la ciudad, había logrado romper el asedio, después sorprendió a los enemigos, los derrotó y los masacró.
En el 1283 el ejército aliado del papa logró la victoria definitiva. Como condición para aceptar la rendición, los vencedores obtuvieron que Guido fuese alejado de Forlì (mayo 1283). Se atrincheró en su castillo de Meldola, donde resistió algunos meses. Después Guido, que por la toma de Forlì había sido excomulgado por el papa, debió hacer acto de sometimiento. Fue enviado al límite, primero a Chioggia y después a Asti. 
Se quedó en Asti inactivo por algunos años. En el 1289, llamado por los pisanos, intentó llevar orden y disciplina en el estado en el que fue administrador. En el 1295, hecha la paz entre florentinos y pisanos, una de las condiciones era que se alejase Guido. Pero este se ganó el apoyo del nuevo papa Bonifacio VIII y fue nombrado señor de Forlì.
El año anterior, Guido había hecho las paces con la Iglesia. Sobre su cabeza colgaba una excomunión del 26 de marzo de 1282. Frente al papa Celestino V, en el otoño del 1294 Guido renunció definitivamente a oponerse a la Santa Sede y obtuvo la absolución de todas las condenas que había sufrido. Durante su estadía en Forlì, recordó su pasado sanguinario y se convirtió. El 17 de noviembre de 1296 tomó el hábito franciscano y se retiró en Ancona, donde vivió sus últimos años.

## En la literatura
Guido de Montefeltro fue citado por Giovanni Villani; Dante Alighieri, en la Divina Comedia, lo coloca en el Infierno, en la octava fosa. Así Guido se enorgucelle de su propio ingenio:

Las astucias y las ocultas vías

las supe todas, y con tanto arte.
Infierno, XXVII, 76-78